# Gerbillus somalicus
Gerbillus somalicus is een zoogdier uit de familie van de Muridae. De wetenschappelijke naam van de soort werd voor het eerst geldig gepubliceerd door Thomas in 1910.

## Voorkomen
De soort komt voor in Djibouti en Somalië.